# Sten Ardenstam
Sten Raul Torbjörn Ardenstam, född 6 april 1921 i Helsingfors, Finland, död 13 april 1993 i Vantör, Stockholm, var en svensk skådespelare.

## Biografi
Ardenstam var en mångsidig skådespelare som hann gestalta otaliga gubbar på scen och cabaré, på film och TV, men även i krogshower och i en mängd reklamfilmer. Han försökte komma in på Dramatens elevskola 1939, men lyckades inte utan kom i stället att arbeta som försäljare. Han var handelsresande i glödlampor under hela 1940-talet. Senare sålde han bilar av märket Hillman.
Han debuterade på Oscarsteatern 1953 i musikalen Saken är Oscar och anlitades sedan flitigt på olika privatteatrar. Han spelade med Knäppupp i fyra år bland annat Ryck mig i snöret (1964), där han och Martin Ljung gjorde den klassiska sketchen 55:an Olga. Han var med i 200 föreställningar av operetten Glada änkan på Oscars, spelade i komedier på Intiman, Scalateatern och Maximteatern bland annat Omaka par, En flicka på gaffeln, Komedi i mörker och Arsenik och gamla spetsar.
Han filmdebuterade 1954 i Martin Söderhjelms kortfilm Din dagliga dryck och hann sedan medverka i drygt 140 film- och TV-produktioner. Han var med i otaliga buskisfilmer, bland annat Lille Fridolf och jag (1956), Trettio pinnar muck (1966), Sound of Näverlur (1971), 47:an Löken (1971) och 47:an Löken blåser på (1972). Han medverkade i de två första Jönssonligan-filmerna, om än i små biroller. Han syntes även i biosuccén Göta kanal.
Mestadels spelade han små biroller. Han brukade kallas för "de korta replikernas mästare". Hans mimik och tajming ansågs vara perfekt. Ardenstam var akrobatisk och kunde konsten att falla utan att slå sig; han anlitades därför ofta som stuntman i olika filmer.
Stor succé gjorde Ardenstam i TV, bland annat Bråkiga blad, där han och Rolf Bengtsson gjorde sketchen Ormet kruper - Jag har varit i Sverige, aldrig. En gång var jag där två gånger. Han medverkade även i sketchserien Partaj. Han showade på Berns tillsammans med Eva Rydberg, Tommy Körberg och Siw Malmkvist, medverkade i Hagges revy på Lisebergsteatern i Göteborg, turnerade i folkparkerna med Lill-Babs och medverkade i flera uppsättningar på Komediteatern på Gröna Lund bland annat Nattportieren 1987.
I sitt sista framträdande i Direkt från Berns i TV4 1992 vann Sten Ardenstam skådespelarnas fylleslag, där det handlade om att spela mest berusad. En gång spelade Ardenstam full i en upplysningsfilm för NTO, det gjorde han så bra att nykterhetsorganisationen aldrig vågade visa den.
Ardenstam är gravsatt i minneslunden på Skogskyrkogården i Stockholm. Han levde sina sista år med Harriet Elsa Maria Wahlström.

## Filmografi i urval
- 1954 – I rök och dans
- 1954 – Två sköna juveler
- 1955 – Den glade skomakaren
- 1955 – Älskling på vågen
- 1955 – Vildfåglar
- 1955 – Enhörningen
- 1955 – Finnskogens folk
- 1956 – Ratataa
- 1956 – Lille Fridolf och jag
- 1956 – Suss gott
- 1956 – Sången om den eldröda blomman
- 1956 – Den hårda leken
- 1956 – Den tappre soldaten Jönsson
- 1957 – Far till sol och vår
- 1957 – Gäst i eget hus
- 1957 – Vägen genom Skå
- 1957 – Nattens ljus
- 1957 – Det sjunde inseglet
- 1957 – Johan på Snippen tar hem spelet
- 1958 – Bock i örtagård
- 1958 – Flottans överman
- 1958 – Musik ombord
- 1961 – Svenska Floyd
- 1961 – Änglar, finns dom?
- 1962 – En nolla för mycket
- 1963 – Lyckodrömmen
- 1964 – Wild West Story
- 1964 – Är du inte riktigt klok?
- 1964 – Bröllopsbesvär
- 1964 – Drömpojken
- 1965 – Pang i bygget
- 1965 – Nattmara
- 1965 – Festivitetssalongen
- 1966 – Trettio pinnar muck
- 1966 – Adamsson i Sverige
- 1967 – Roseanna
- 1968 – Kvinnolek
- 1968 – Carmilla
- 1968 – Agent 0,5 och kvarten – fattaruväl!
- 1968 – Freddy klarar biffen
- 1969 – En dröm om frihet
- 1969 – Eriksson
- 1969 – Kameleonterna
- 1970 – Som hon bäddar får han ligga
- 1971 – Sound of Näverlur
- 1971 – 47:an Löken
- 1972 – 47:an Löken blåser på
- 1973 – Bröllopet
- 1974 – Rännstensungar
- 1977 – 91:an och generalernas fnatt
- 1979 – Katitzi
- 1980 – Mannen som blev miljonär
- 1981 – Varning för Jönssonligan
- 1981 – Göta kanal
- 1982 – Jönssonligan & DynamitHarry
- 1986 – På liv och död
- 1989 – 1939
- 1993 – Augustitango

## Teater

### Roller (ej komplett)
| År   | Roll                 | Produktion                                                                          | Regi                 | Teater        |
| ---- | -------------------- | ----------------------------------------------------------------------------------- | -------------------- | ------------- |
| 1953 | En glad karl         | Änglar på Broadway Frank Loesser, Joe Swerling och Abe Burrows                      | Sven Aage Larsen     | Oscarsteatern |
| 1954 | Raoul de St. Brioche | Glada änkan Franz Lehár, Victor Léon och Leo Stein                                  | Lars Egge            | Oscarsteatern |
| 1955 | Blackwell            | Min fru på drift (This Was a Man) Noël Coward                                       | Frank Sundström      | Nya Teatern   |
| 1955 | Medverkande          | Club 13:s nojsfält, revy Gösta Severin                                              | Göte Arnbring        | Nya Teatern   |
| 1955 | Joe                  | Simon och Laura (Simon and Laura) Alan Melville                                     | Per-Axel Branner     | Nya Teatern   |
| 1964 |                      | Den stora effekten Robert Dhery                                                     | Stig Ossian Eriksson | Idéonteatern  |
| 1964 | Medverkande          | Nya ryck i snöret, revy Emil Norlander, Povel Ramel, Beppe Wolgers                  | Åke Falck            | Idéonteatern  |
| 1965 | Erronius             | En kul grej hände på väg till Forum Stephen Sondheim, Burt Shevelove, Larry Gelbart | Gösta Bernhard       | Idéonteatern  |
| 1966 |                      | Omaka par Neil Simon                                                                | Stig Ossian Eriksson | Intiman       |
| 1968 | Schuppanzigh         | Black Comedy Peter Shaffer                                                          | Hasse Ekman          | Intiman       |
| 1970 | Konstapel O'Hara     | Arsenik och gamla spetsar Joseph Kesselring                                         | Hasse Ekman          | Scalateatern  |
| 1971 |                      | Skulle det dyka upp fler lik är det bara å ringa (Busybody) Jack Popplewell         | Stig Ossian Ericson  | Lilla teatern |
| 1983 |                      | Arsenik och gamla spetsar Joseph Kesselring                                         | Lars Amble           | Maximteatern  |
| 1985 |                      | Spökhotellet Georges Feydeau                                                        | Peter Dalle          | Reginateatern |

### Fotnoter
1. ↑  Hitta graven
2. ↑  SvenskaGravar
3. ↑  ”Änglar på Broadway”. Musikverket. http://calmview.musikverk.se/CalmView/Record.aspx?src=CalmView.Performance&id=PERF25010&pos=176. Läst 12 juni 2015.
4. ↑  ”Den glada änkan”. Musikverket. http://calmview.musikverk.se/CalmView/Record.aspx?src=CalmView.Performance&id=PERF25011&pos=32. Läst 4 juni 2015.
5. ↑  ”Min fru på drift”. Musik- och Teaterbiblioteket. https://calmview.musikverk.se/CalmView/Record.aspx?src=CalmView.Performance&id=PERF14223&pos=1015. Läst 15 juli 2025.
6. ↑  ”Tidningsnotis”. Dagens Nyheter:  s. 15. 9 juni 1955. https://arkivet.dn.se/tidning/1955-06-09/11161-153/15. Läst 15 juli 2025.
7. ↑  ”Simon och Laura”. Musik- och Teaterbiblioteket. https://calmview.musikverk.se/CalmView/Record.aspx?src=CalmView.Performance&id=PERF14247&pos=1021. Läst 15 juli 2025.
8. ↑  Pygmé Musikförlags faktasida om "En kul grej hände på väg till Forum" Arkiverad 6 februari 2016 hämtat från the Wayback Machine.
9. ↑  Barbro Hähnel (16 september 1966). ”Omaka blivande ungkarlar balanserar varandra väl”. Dagens Nyheter:  s. 19. http://arkivet.dn.se/arkivet/tidning/1966-09-16/251/19. Läst 17 april 2016.
10. ↑  Barbro Hähnel (14 februari 1970). ”'Arsenik och gamla spetsar': Söta giftblanderskor och borttappade poänger”. Dagens Nyheter:  s. 15. http://arkivet.dn.se/arkivet/tidning/1970-02-14/43/15. Läst 22 januari 2016.
11. ↑  Hans Axel Holm (13 mars 1971). ”Hederlig komedi”. Dagens Nyheter:  s. 16. https://arkivet.dn.se/tidning/1971-03-13/70/16. Läst 27 juni 2018.
12. ↑  ”Teaterannons”. Dagens Nyheter:  s. 59. 29 september 1983. http://arkivet.dn.se/arkivet/tidning/1983-09-29/264/59. Läst 25 januari 2016.
13. ↑  Peter Ferm (7 juli 1985). ”En sympatisk ton”. Dagens Nyheter:  s. 15. https://arkivet.dn.se/tidning/1985-07-07/181/15. Läst 7 maj 2019.